# Listă de filme canadiene din 2002
Aceasta este o listă de filme canadiene din 2002:

## Lista
| Titlu                                                      | Regizor           | Actori                                             | Gen                    | Note                                       |
| ---------------------------------------------------------- | ----------------- | -------------------------------------------------- | ---------------------- | ------------------------------------------ |
| Ararat                                                     | Atom Egoyan       | David Alpay, Charles Aznavour, Christopher Plummer | Drama                  | Armenian genocide                          |
| The Bay of Love and Sorrows                                | Tim Southam       | Peter Outerbridge                                  | Drama                  |                                            |
| Black Soul                                                 | Martine Chartrand | Music by Ranee Lee, Oliver Jones                   | Animation              | Golden Bear for best short film, Berlin    |
| Bollywood/Hollywood                                        | Deepa Mehta       | Rahul Khanna, Lisa Ray                             | Romantic comedy, Drama |                                            |
| The Burial Society                                         | Nicholas Racz     | Rob LaBelle, Jan Rubes                             | Thriller               |                                            |
| Cube 2: Hypercube                                          | Andrzej Sekuła    | Kari Matchett, Geraint Wyn Davies                  | Sci-fi, Horror         | Sequel to 1997's Cube                      |
| Dracula: Pages from a Virgin's Diary                       | Guy Maddin        |                                                    | Horror                 |                                            |
| Duct Tape Forever                                          | Eric Till         | Steve Smith, Patrick McKenna                       | Comedie                | Based on The Red Green Show                |
| Evelyn: The Cutest Evil Dead Girl                          | Brad Peyton       | Nadia Litz                                         | Black comedy           |                                            |
| Flower & Garnet                                            | Keith Behrman     | Callum Keith Rennie                                | Drama                  | Claude Jutra Award                         |
| FUBAR: The Movie                                           | Michael Dowse     | David Lawrence                                     | Mockumentary           | Debuted at Sundance                        |
| I Want a Dog                                               | Sheldon Cohen     |                                                    | Animation              | Based on the children's book I Want a Dog  |
| Men with Brooms                                            | Paul Gross        | Paul Gross, Leslie Nielsen                         | Comedie                |                                            |
| Séraphin: un homme et son péché                            | Charles Binamé    | Pierre Lebeau, Karine Vanasse, Roy Dupuis          | Drama                  | Golden Reel Award                          |
| Spider                                                     | David Cronenberg  | Ralph Fiennes                                      |                        | Entered into the 2002 Cannes Film Festival |
| Steal                                                      | Gérard Pirès      | Stephen Dorff, Natasha Henstridge                  | Action                 |                                            |
| The True Meaning of Pictures: Shelby Lee Adams' Appalachia | Jennifer Baichwal |                                                    | documentary            |                                            |
| The Wild Dogs                                              | Thom Fitzgerald   |                                                    |                        |                                            |
| Yellowknife                                                | Rodrigue Jean     | Sébastien Huberdeau, Hélène Florent, Patsy Gallant |                        |                                            |